# Episodi di Jewelpet Twinkle☆
Questa è la lista degli episodi della serie televisiva anime Jewelpet Twinkle☆, la seconda del franchise di Jewelpet.
La serie è composta di 52 episodi ed è stata trasmessa in Giappone su TV Tokyo dal 3 aprile 2010 al 2 aprile 2011 il sabato alle 9:30, ed ogni episodio veniva trasmesso nei giorni successivi su TV Osaka e altre reti. Questa fascia oraria di, che sarà mantenuta anche per le serie successive, è diversa da quella della prima serie, che veniva invece trasmessa su TV Tokyo e TV Osaka la domenica alla stessa ora; a partire dalla quarta serie, però, l'anime sarà trasmesso prima da TV Osaka, il sabato ma alle 7:00, mentre TV Tokyo manterrà lo stesso orario.
Tutti i titoli degli episodi della seconda serie terminano con dokki☆doki! (ドッキ☆ドキ!?). Dokidoki (ドキドキ?) è un'onomatopea che indica il battito, ma in questo caso il primo doki è sostituito da dokki (ドッキ?) con la doppia K, e ricorda quindi anche dokkiri (ドッキリ?) che indica la sorpresa.
| Nº | Titolo italiano (tradotto) Giapponese 「Kanji」 - Rōmaji | In onda           | In onda |
| Nº | Titolo italiano (tradotto) Giapponese 「Kanji」 - Rōmaji | Giapponese        |         |
| 1  | Dokki☆doki con Ruby e Akari! 「ルビーとあかりでドッキ☆ドキ!」 - Rubī to Akari de dokki☆doki! | 3 aprile 2010     |         |
| 1  | Ruby, una coniglietta Jewelpet, entra nell'accademia di magia per poter studiare. L'esame d'ammissione consiste nel trovare una persona i cui sentimenti corrispondano ai suoi, così viene mandata nel mondo umano per cercarla. Intanto sulla Terra, una ragazza di dodici anni, Akari Sakura, è al suo primo giorno di scuola. Ruby arriva sulla spiaggia e incontra proprio Akari, la quale non capisce la lingua parlata dalla coniglietta, ma ne è affascinata, tant'è che rischia di fare tardi con la scuola dopo che entrambe cadono in acqua. Ruby decide di seguirla e capisce la sua infelicità vedendo il suo imbarazzo con il compagno di classe Yūma. Mentre si scusa, appare un Jewel Charm, ed è allora che Ruby capisce che la persona che cercava è Akari. Così le due partono per Jewel Land, passando e diventando studenti dell'accademia. |                   |         |
| 2  | Dokki☆doki con il gioiello che sogni! 「夢みるジュエルでドッキ☆ドキ!」 - Yumemiru jueru de dokki☆doki! | 10 aprile 2010    |         |
| 3  | Dokki☆doki col segreto di Labra! 「ラブラのひみつでドッキ☆ドキ!」 - Rabura no himitsu de dokki☆doki! | 17 aprile 2010    |         |
| 3  | Mentre Akari e Ruby cercano la loro classe, Labra, una dei Jewelpet, ruba il fiore di ciliegio di Ruby, chiamandole stupide. Trovata la classe, Akari e Ruby capiscono che Labra non ha nessun partner e possiede misteriosi poteri. Quando Labra rompe la statua del preside col suo pianto, lei, Ruby e Akari collaborano insieme per risolvere il problema. |                   |         |
| 4  | Dokki☆doki con la magia di Miria! 「ミリアの魔法でドッキ☆ドキ!」 - Miria no mahō de dokki☆doki! | 24 aprile 2010    |         |
| 5  | Rimpicciolito e scomparso, dokki☆doki! 「消えて縮んでドッキ☆ドキ!」 - Kiete chijinde dokki☆doki! | 1º maggio 2010    |         |
| 6  | Dokki☆doki con il magico acquisto per corrispondenza! 「魔法通販でドッキ☆ドキ!」 - Mahō tsūhan de dokki☆doki! | 8 maggio 2010     |         |
| 6  | Il preside Moldavite ordina un altro dei suoi articoli pericolosi: tre oggetti per fermare il singhiozzo. Dopo che sono stati usati, Akari e le sue amiche devono scappare da un mostro, che viene fermato da Labra e Peridot, curando il suo singhiozzo. Alla fine Labra vince gelato gratis per un anno allo Stawberry Cafe. |                   |         |
| 7  | Dokki☆doki con la magia della notte al chiaro di luna! 「月夜の魔法でドッキ☆ドキ!」 - Tsukiyo no mahō de dokki☆doki! | 15 maggio 2010    |         |
| 7  | Ruby e Akari cercano i milleuno fiori notturni per curare la timidezza di Akari, ma scoprono che nessuno sta fiorendo. Allora Ruby le dice che è una vigliacca, ma quando Ruby ed i suoi amici vanno dalla vecchia strega nella caverna dell'Est, spetta ad Akari salvarli. |                   |         |
| 8  | Dokki☆doki nella campana del dindon! 「ディドンベルにドッキ☆ドキ!」 - Didon beru ni dokki☆doki! | 22 maggio 2010    |         |
| 9  | Dokki☆doki con il primo esame! 「初めての試験でドッキ☆ドキ!」 - Hajimete no shiken de dokki ☆ doki! | 29 maggio 2010    |         |
| 9  | È arrivato il momento del primo esame di Akari. Per superare l'esame, deve collaborare con Sara e Miria per catturare Tata, che ha rubato il prezioso microfono del preside. Tuttavia, Sara e Miria non lavorano insieme. |                   |         |
| 10 | Dokki☆doki nella notte misteriosa! 「ふしぎな夜にドッキ☆ドキ!」 - Fushigi na yoru ni dokki☆doki! | 5 giugno 2010     |         |
| 10 | Tour e Sulfur organizzano dei trucchi per far diventare spaventosa l'accademia. Akari ed i suoi amici trovano tutti i trucchi tranne l'ultimo. |                   |         |
| 11 | Dokki☆doki con l'azienda di papà! 「パパの会社でドッキ☆ドキ」 - Papa no kaisha de dokki☆doki! | 12 giugno 2010    |         |
| 12 | Dokki☆doki con sogni e manga! 「夢とマンガでドッキ☆ドキ!」 - Yume to manga de dokki☆doki! | 19 giugno 2010    |         |
| 12 | Akari sogna di essere mangaka. Così quando la sorella le dice che c'è un concorso di disegno di manga, Akari trascorre tutto il suo tempo libero a disegnare una storia d'amore. Ma alla fine abbandona il concorso e disegna una breve storia su Ruby e Labra. |                   |         |
| 13 | Dokki☆doki nel segreto di Leon! 「レオンの秘密にドッキ☆ドキ!」 - Reon no himitsu ni dokki☆doki! | 26 giugno 2010    |         |
| 13 | Miria, Akari, Sara e Leon stanno facendo un pic-nic. Ma i cup-cake di Miria sono terribili, così Leon suggerisce di immergerli nel succo di cocco. Dopo il pic-nic, Leon prende una puntura da un'ape, destinata a Labra. Così Dian va alla Sorgente del Drago per aiutare a curare la ferita di Leon. |                   |         |
| 14 | Dokki☆doki con la canzone di Miria! 「ミリアの歌でドッキ☆ドキ!」 - Miria no uta de dokki☆doki! | 3 luglio 2010     |         |
| 15 | Dokki☆doki con la battaglia dei dolci! 「スィーツバトルでドッキ☆ドキ!」 - Sweets battle (swītsu batoru) de dokki☆doki! | 10 luglio 2010    |         |
| 15 | Ruby, Sapphie e Garnet vengono sfidate da Kya, Amelie e Riru per una gara di cucina. Solamente Ruby non sa cucinare, ma alla fine vince e dà ad Akari i biscotti che ha fatto. |                   |         |
| 16 | Dokki☆doki! con... la comparsa di un rivale?! 「ライバル登場!？でドッキ☆ドキ!」 - Raibaru tōjō!? De dokki☆doki! | 17 luglio 2010    |         |
| 17 | Dokki☆doki con il tiro dell'arcobaleno! 「虹のシュートでドッキ☆ドキ!」 - Niji no shūto de dokki☆doki! | 24 luglio 2010    |         |
| 17 | È il compleanno di Akari, ma lei è da sola e pensa soltanto a Yūma da quando l'ha incontrato. Decide di uscire, comprare regali e farsi da sola una festa di compleanno. Quando vede Yūma giocare a basket nel parco, lei inizia a guardarlo, lui se ne accorge e i due iniziano a parlare. Lei gli dice di quando l'ha visto per la prima volta tirare un tiro da tre punti. Quando a Yūma viene chiesto di giocare una partita, dice ad Akari di andare a guardarlo. Però Labra è scomparsa e Ruby ed Akari iniziano a cercarla. Quando la trovano, la partita di basket è già iniziata. Si trasformano per arrivare alla partita in tempo per gli ultimi trenta secondi. Yūma vede Akari e decide di segnare un canestro da tre punti per lei come regalo di compleanno.                                                                                     |                   |         |
| 18 | Dokki☆doki agli esami della vecchia strega! 「オババの試験でドッキ☆ドキ!」 - Obaba no shiken de dokki☆doki! | 31 luglio 2010    |         |
| 19 | Dokki☆doki con Nicola e Titana! 「ニコラとチターナでドッキ☆ドキ!」 - Nikora to Chitāna de dokki☆doki! | 7 agosto 2010     |         |
| 20 | Dokki☆doki con la magia decuplicata! 「１０倍魔法でドッキ☆ドキ!」 - Jūbai mahō de dokki☆doki! | 14 agosto 2010    |         |
| 20 | Nel mondo umano, è in corso una festa d'estate. Akari, appena finito il suo manga, va a Jewel Land per una festa che si tiene ogni quattro anni. Si scopre che quel giorno una persona può di diventare dieci volte più potente e utilizzare qualsiasi magia. Si può fare solo una volta, ma tutti l'hanno provato, tranne Akari, ma non sa se farlo o no fino a quando si verifica una catastrofe. |                   |         |
| 21 | Dokki☆doki! con... Quale è quale? 「どっちがどっちでドッキ☆ドキ!」 - Docchi ga docchi de dokki☆doki! | 21 agosto 2010    |         |
| 22 | Dokki☆doki! con... è estate! È il mare! 「夏だっ!海だっ!でドッキ☆ドキ!」 - Natsu da! Umi da! De dokki☆doki! | 28 agosto 2010    |         |
| 23 | Dokki☆doki sul misterioso mago! 「謎の魔法使いにドッキ☆ドキ!」 - Nazo no mahōtsukai ni dokki☆doki! | 4 settembre 2010  |         |
| 24 | Dokki☆doki alla misteriosa vecchia scuola! 「謎の旧校舎でドッキ☆ドキ!」 - Nazo no kyū kōsha de dokki☆doki! | 11 settembre 2010 |         |
| 25 | Dokki☆doki nell'incantesimo proibito! 「禁断の呪文にドッキ☆ドキ!」 - Kindan no jumon ni dokki☆doki! | 18 settembre 2010 |         |
| 26 | Dokki☆doki nell'incantesimo del sorriso! 「ほほえみの呪文にドッキ☆ドキ!」 - Hohoemi no jumon ni dokki☆doki! | 25 settembre 2010 |         |
| 27 | Dokki☆doki al campo d'addestramento dei manga! 「マンガ合宿でドッキ☆ドキ!」 - Manga gasshuku de dokki☆doki! | 2 ottobre 2010    |         |
| 28 | Dokki☆doki con la magia delle note! 「音符の魔法でドッキ☆ドキ!」 - Onpu no mahō de dokki☆doki! | 9 ottobre 2010    |         |
| 29 | Dokki☆doki alla battaglia dei gentiluomini! 「イケメンバトルにドッキ☆ドキ!」 - Ikemen battle (batoru) ni dokki☆doki! | 16 ottobre 2010   |         |
| 30 | Dokki☆doki nella foto ricordo! 「思い出の写真にドッキ☆ドキ!」 - Omoide no shashin ni dokki☆doki! | 23 ottobre 2010   |         |
| 31 | Dokki☆doki con Sara e Sapphie! 「沙羅とサフィーでドッキ☆ドキ!」 - Sara to Safī de dokki☆doki! | 30 ottobre 2010   |         |
| 32 | Dokki☆doki al magico incontro atletico! 「魔法運動会でドッキ☆ドキ!」 - Mahō undōkai de dokki☆doki! | 6 novembre 2010   |         |
| 33 | Dokki☆doki andando verso i sogni! 「夢に向かってドッキ☆ドキ!」 - Yume ni mukatte dokki☆doki! | 13 novembre 2010  |         |
| 34 | Dokki☆doki scegliendo tra le opzioni! 「天秤にかけてドッキ☆ドキ!」 - Tenbin ni kakete dokki☆doki! | 20 novembre 2010  |         |
| 35 | Dokki☆doki con lo spirito ardente di Kohaku! 「熱血コハクでドッキ☆ドキ!」 - Nekketsu Kohaku de dokki☆doki! | 27 novembre 2010  |         |
| 36 | Dokki☆doki con Alma e Yūma! 「アルマと祐馬でドッキ☆ドキ!」 - Aruma to Yūma de dokki☆doki! | 4 dicembre 2010   |         |
| 37 | Dokki☆doki nel grido di Alma! 「アルマの叫びにドッキ☆ドキ!」 - Aruma no sakebi ni dokki☆doki! | 11 dicembre 2010  |         |
| 38 | Dokki☆doki nel sigillo floreale! 「花の封印にドッキ☆ドキ!」 - Hana no fūin ni dokki☆doki! | 18 dicembre 2010  |         |
| 39 | Dokki☆doki nella notte nevosa! 「スノーナイトでドッキ☆ドキ」 - Snow night (sunō naito) de dokki☆doki! | 25 dicembre 2010  |         |
| 40 | Dokki☆doki sul rotolante-scintillante! 「キラキラコロンでドッキ☆ドキ!」 - Kirakira-koron de dokki☆doki! | 2 gennaio 2011    |         |
| 41 | Dokki☆doki nella foresta dei funghi! 「キノコの森でドッキ☆ドキ!」 - Kinoko no mori de dokki☆doki! | 8 gennaio 2011    |         |
| 42 | Dokki☆doki all'alzata del sipario del Gran Premio! 「グランプリ開幕でドッキ☆ドキ!」 - Guranpuri kaimaku de dokki☆doki! | 15 gennaio 2011   |         |
| 43 | Dokki☆doki con Leon e Nicola! 「レオンとニコラでドッキ☆ドキ!」 - Reon to Nikora de dokki☆doki! | 22 gennaio 2011   |         |
| 44 | Dokki☆doki con l'abito dei sogni! 「夢のドレスでドッキ☆ドキ!」 - Yume no doresu de dokki☆doki! | 29 gennaio 2011   |         |
| 45 | Dokki☆doki alla grande operazione Love Love! 「ラブラブ大作戦でドッキ☆ドキ!」 - Raburabu dai sakusen de dokki☆doki! | 5 febbraio 2011   |         |
| 46 | Dokki☆doki con inversione e inversione! 「逆転また逆転でドッキ☆ドキ!」 - Gyakuten mata gyakuten de dokki☆doki! | 12 febbraio 2011  |         |
| 47 | Dokki☆doki sulla ragazza misteriosa! 「謎の少女にドッキ☆ドキ!」 - Nazo no shōjo ni dokki☆doki! | 19 febbraio 2011  |         |
| 48 | Dokki☆doki con Akari e Miria! 「あかりとミリアでドッキ☆ドキ!」 - Akari to Miria de dokki☆doki! | 26 febbraio 2011  |         |
| 49 | Dokki☆doki nel momento critico di Sara! 「沙羅のピンチにドッキ☆ドキ!」 - Sara no pinchi ni dokki☆doki! | 5 marzo 2011      |         |
| 50 | Dokki☆doki nell'ultima magia! 「最後の魔法にドッキ☆ドキ!」 - Saigo no mahō ni dokki☆doki! | 19 marzo 2011     |         |
| 51 | Dokki☆doki nel miracolo che brilla! 「輝く奇跡にドッキ☆ドキ!」 - Kagayaku kiseki ni dokki ☆ doki! | 26 marzo 2011     |         |
| 52 | Dokki☆doki nei tre desideri! 「3つの願いにドッキ☆ドキ!」 - Mittsu no negai ni dokki☆doki! | 2 aprile 2011     |         |

## Fonti
- (JA) Lista degli episodi 1-13 sul sito ufficiale, su tv-tokyo.co.jp.
- (JA) Lista degli episodi 14-26 sul sito ufficiale, su tv-tokyo.co.jp.
- (JA) Lista degli episodi 27-39 sul sito ufficiale, su tv-tokyo.co.jp.
- (JA) Lista degli episodi 40-52 sul sito ufficiale, su tv-tokyo.co.jp.
- (JA) Orari di trasmissione sul sito ufficiale, su tv-tokyo.co.jp.